# Tasone del Friuli
Tasone del Friuli (... – 625 circa) fu duca del Friuli dal 610 circa al 625 circa assieme al fratello Caco.

## Biografia
Tasone è il figlio maggiore di Gisulfo II del Friuli e di Romilda. Secondo Paolo Diacono nella sua Historia Langobardorum era, come suo fratello minore Caco, un adolescente durante l'invasione degli Avari del 610 che costò la vita a suo padre e vide il tradimento di sua madre. Catturato insieme ai suoi tre fratelli e quattro sorelle, riuscì a sfuggire alla prigionia insieme ai fratelli dopo la resa e il sacco di Forum Julii.
Paolo Diacono rileva poi che Tasone e suo fratello Caco “ripresero il governo del ducato dopo la morte di Gisulfo” a priori nel quadro di un regno congiunto. La cronaca rievoca poi le circostanze della loro morte, quando furono attirati in una trappola a Oderzo da un patrizio romano di nome Gregorius, che li fece mettere a morte dopo aver promesso a Tasone di “tagliarsi la barba come era consuetudine fare a suo figlio”.
Curiosamente, la Cronaca di Fredegario racconta una storia simile che si colloca negli anni 623 e 630. Lo attribuisce a un certo Tasone che fu falsamente (?) duca di Toscana e che dopo essersi ribellato al re Arioaldo (626-636) viene anch'egli attirato in una trappola a Ravenna e ucciso dall'esarca Isacio (625-643), successore di Gregorio I (619-625).